# Anna Barbara Reinhart
Anna Barbara Reinhart (Winterthur, 12 de juliol de 1730 - Winterthur, 5 de gener de 1796), va ser un matemàtica suïssa. Va ser considerada una matemàtica internacionalment respectada de la seva època.

## Biografia
Anna Barbara Reinhart era la filla del regidor Salomon Reinhart (1693-1761) i d'Anna Steiner.
La seva infància es va enfosquir per un accident que va tenir mentre muntava a cavall, que la va limitar al llit durant períodes molt llargs. El seu metge, però, va notar la seva aptitud per a les matemàtiques i va començar a ensenyar-li. A partir d'aquell moment, va estudiar matemàtiques amb els llibres de Leonhard Euler, Gabriel Cramer, Pieter van Musschenbroek i Jérôme Lalande.
Reinhart va mantenir correspondència amb diversos matemàtics de l'època, com Christoph Jezler, i també els va rebre com a convidats. Va ser professora de matemàtiques i instructora d'Ulrich Hegner i Heinrich Bosshard von Rümikon entre d'altres. Es diu que va editar els treballs de diversos dels seus contemporanis i va escriure un manuscrit comentant sobre la Philosophiae Naturalis Principia Mathematica d'Isaac Newton, que no obstant això s'ha perdut.
Diversos contemporanis van lloar a Reinhart en el seu treball, com Daniel Bernoulli que la va lloar per ampliar i millorar la corba de persecució tal com va argumentar Pierre Louis Maupertuis.
Reinhart va morir a l'edat de 66 anys per la gota i a conseqüència de l'accident en la seva infància, del qual mai es va recuperar completament.
El 2003, un carrer va rebre el nom d'ella a la seva ciutat natal, Winterthur.

## Bibliografa
- Rudolf Wolf: ETH-Bibliothek Zürich / Biographien zur Kulturgeschichte... [358.] En: Biographien zur Kulturgeschichte der Schweiz. Abgerufen am 4. Juni 2017 (alemany).